# Niels Bohr Institutet
 Der er for få eller ingen kildehenvisninger i denne artikel, hvilket er et problem. Du kan hjælpe ved at angive troværdige kilder til de påstande, som fremføres i artiklen.

Niels Bohr Institutet (oprindelig Københavns Universitets Institut for Teoretisk Fysik, men kendt under det nuværende navn – først uofficielt, senere officielt – og fortsat med den gamle stavemåde "Institutet") er et institut på Københavns Universitet, der blev grundlagt af Niels Bohr i 1920.
I 1920'erne og 1930'erne spillede instituttet en central rolle i udviklingen af teorierne vedrørende atomfysik og kvantefysik. Fysikere fra hele Europa og omverdenen besøgte instituttet for at diskutere nye teorier med Bohr. Københavnerfortolkningen af kvantemekanikken har fået sit navn fra det arbejde der blev udført i København i denne periode.
Instituttet har fostret adskillige nobelpristagere – specielt i mellemkrigstiden.
I 2010 indstiftedes Niels Bohr Institutets Æresmedalje i anledning af 125-året for Niels Bohrs fødsel. 

## Astrofysik

### Dark Cosmology Centre
Dark Cosmology Centre, i daglig tale DARK, er et center under Niels Bohr Institutet, som åbnede i 2005. Dark Cosmology Centre arbejder med kosmologi og fokuserer på forskning i naturen af mørkt stof og mørk energi. Ud over den forskning der foregår på centret, er centret også involveret i undervisningen af de astrofysikstuderende på Københavns Universitet. Nævneværdige forskere på instituttet er blandt andre Jens Hjorth, Steen Harle Hansen, Anja Cetti Andersen, Darach Watson, Sune Toft, Marianne Vestergaard, Lise Christensen, og Johan Fynbo.

### Greenland Telescope
Forskere fra Niels Bohr Institutet kommer til at deltage i ”Event Horizon Telescope-projektet” når Greenland Telescope flytter ind på indlandsisen for at tage "billeder" af sorte huller.

## Biokompleksitet og Biofysik
Biokompleksitet er et grænsebrydende forskningsområde mellem fysik og biologi. Ved at bruge fysikkens principper og metoder kan man udforske den levende natur og biologiske fænomener.
Biokompleksitet undersøger kontinuerligt mangfoldigheden af komplekse fænomener i biologiske, fysiske og sociale systemer, herunder mønsterdannelse, kompleks og kaotisk dynamik, væskedynamik, spilteori, netværk og økonofysik.
Der anvendes metoder fra fysik til at foreslå og udføre eksperimenter og modeller for levende systemer. Systemerne spænder fra proteiner og genregulering indeni celler til multi-cellulærer spatio-temporale strukturer. Forskningen er ofte et samarbejde mellem fysikere, biologer, medicinske læger og nanoforskere. 

## Eksperimentel partikelfysik
Hvordan blev universet skabt, hvilket inflationsscenario udspillede der sig i det første splitsekund, hvad skete der i plasma-æraen med quark-gluon? Hvad er kilden til massespektret af grundlæggende partikler af stof og kræfter? Dette er nogle af de spørgsmål, som partikelfysikere leder efter svar på.
Partikelfysikerne arbejder med opbygning af stof i det tidlige univers. De søger efter en forklaring på, hvad universets mindste komponenter var sammensat af i de første millisekunder efter Big Bang for 14 milliarder år siden, og hvilke kræfter, der holdt dem sammen.
Forskere i gruppen omfatter blandt andre: Troels Christian Petersen, Mogens Dam, Jens Jørgen Gaardhøje, John Renner, Jørgen Beck Hansen, Jason Koskinen, Børge Svane, Oleg Ruchaisky, You Zhou, Ian Bearden. 

## Faststoffysik
Faststoffysik arbejder med at forstå de fysiske egenskaber af faste stoffer, hvad enten det drejer sig om naturligt forekommende eller syntetisk fremstillede materialer.
Forståelsen af makroskopiske egenskaber, som for eksempel magnetisme og elektrisk modstand, beror på en statistisk beskrivelse af et astronomisk antal atomer. Med afsæt i det periodiske system, og de enkelte atomers velforståede kvantefysik, er kombinationsmulighederne uendelige, og man opdager til stadighed nye fascinerende fænomener.
Faststoffysik danner grundlag for en lang række dagligdags teknologier, lige fra hærdning af stål, til fremstilling af integrerede mikrochips. Moderne forskning i faststoffysik foregår på såvel store røntgen- og neutronspredningsfaciliteter i udlandet, som i lokale laboratorier, hvor kvantefænomener udforskes ved temperaturer nær det absolutte nulpunkt. Fasstoffysik har stor udveksling med tilgrænsende forskningsområder, herunder biofysik, nanovidenskab, kemi, optik og kvanteinformation. 

## Is, klima og geofysik
Sektionen for Is, Klima og Geofysik på Niels Bohr Institutet ved Københavns Universitet studerer elementerne i vores jord og klimasystem - atmosfære, oceaner, iskapper og gletsjere, havis og den faste jord - og samspillet mellem dem. 

## Kvanteoptik og fotonik
Kvanteoptik sektionen laver eksperimentel og teoretisk forskning i de kvantemekaniske egenskaber af lys. Specielt arbejder sektionen med kvantesensorer, kvanteteknologier og kvanteinformation.
Den mindste bestanddel af lys er fotoner, som er en slags lysets atomer. Vi bruger fotoner med bølgelængder fra synligt lys til mikrobølger stråling. Disse små lyspakker får vi til at vekselvirke med forskellige kvantesystemer, bl.a. kvantepunkter (quantum dots), enkelte atomer, grupper af atomer og mekaniske oscillatorer. Ved at styre vekselvirkningen kan man få disse systemer til at være i helt særlige kvantemekaniske tilstande.
Det overordnede mål er, at lave og manipulere ikke-klassiske sammenfiltrede tilstande, det man kalder entangled states på engelsk. Disse tilstande kan bruges til kvantesimulering, -måling og –kommunikation. Sektionens forskning strækker sig fra grundforskning til teknologiske anvendelser. 

## Teoretisk højenergi, astropartikel og gravitationel fysik
Teoretisk højenergi, astropartikel og gravitationel fysik sektionen på Niels Bohr Institutet er involveret i mange forskellige forskningsaktiviteter, som tager udgangspunkt i kvantefysik for gauge-teorier, tyngdekraften og astrofysik.
Emnerne inkluderer spredningsamplituder, effektive felt-teorier, sorte huller, det holografiske princip, lattice simuleringer, kvantegravitation, integrabilitet, astropartikelfysik og kosmologi. 